# Горбачук Василь Тихонович
Васи́ль Ти́хонович Горбачу́к (нар. 27 квітня 1929, с. Міжлісся, тепер Березівського району Брестської області, Білорусь  — 25 грудня 2013, м. Ірпінь, Київська область) — український мовознавець і дисидент, кандидат педагогічних наук з 1959, доцент з 1964, професор з 1990. Член Донецького відділення НТШ.

## Біографія
Брат Івана Тихоновича Горбачука.
Закінчив 1952 філологічний факультет Львівського університету.
Вчителював, а з 1956  працював викладачем у педагогічних інститутах України:
- Миколаївського державного педагогічного інституту (1956—1957);
- Горлівського державного педагогічного інституту іноземних мов (1957—1958);
- Житомирського державного педагогічного інституту (1958—1959);
- Вінницького державного педагогічного інституту (1959—1972);
- Слов'янського державного педагогічного інституту (з 1973 року).

Батьки — Тихон Трохимович (1901—1994) і Анастасія Йосипівна (до шлюбу Черкас, 1905—1993) — корінні жителі північно-західного (берестейсько-пінського) Полісся, етнічні українці.
До війни В. Горбачук навчався в початковій польській школі, яка з вересня 1939 р. стала білоруською. Прочитав багато книжок польських авторів, та до національного самовизначення найбільше його спонукав «Кобзар» Т. Шевченка, «Мала історія України» І. Крип'якевича. У вересні 1944 р., подаючи документи до восьмого класу Березівської СШ № 1 (білоруськомовної), записався українцем.
1947 р. В. Горбачук закінчив з медаллю школу і вступив на філологічний факультет Львівського університету ім. І. Франка. Приятелював з Євгеном Сверстюком, Іваном Денисюком. Закінчивши університет з відзнакою, 1953 р. вступив до аспірантури Українського науково-дослідного інституту педагогіки.
З 1956 працював у Миколаївському педінституті. Під час обговорення на кафедрі поведінки викладача української літератури Калнауза Горбачук дорікнув, що той навіть в аудиторії спілкується зі студентами російською мовою. Цього було досить, щоб як «націоналіста» В. Т. Горбачука наприкінці навчального року «скоротили». Через Міністерство освіти він усе ж добився поновлення на роботі, але вже в Горлівському педінституті іноземних мов на Донеччині.
Після успішного захисту кандидатської дисертації з лінгводидактики в 1959 р. В. Т. Горбачук за конкурсом був прийнятий викладачем Вінницького педінституту. Буваючи в Києві, В. Горбачук зустрічався із своїм другом студентських років Євгеном Сверстюком, одержував самвидавну літературу, давав читати її надійним колегам та студентам. Однак дехто з цих читачів «попався» і дав свідчення, від кого отримав літературу.
У зв'язку з сімейними обставинами у вересні 1966 Горбачук перевівся в Кіровоградський педінститут. Тут він відчув, що перебуває під пильним наглядом спецслужб. Восени 1968 був викликаний в обласне управління КДБ з приводу свідчення Сорокіна (з Вінниці) про те, що Горбачук давав йому читати працю І. Дзюби. У серпні 1972 р., за поданням КДБ, поспіхом, незаконно (перебував у відпустці, інкриміновані переступи не були доведені), Горбачука звільнили з роботи.
Почалися ходіння по інстанціях. Почергово надсилав документи на оголошені в пресі конкурси. Звідусіль надходили відмови. Лише з допомогою Дмитра Михайловича Кравчука, проректора Слов'янського педінституту на Донеччині, та при співчутливому ставленні ректора цього інституту Івана Івановича Петрика (брата якого розстріляно в 30-ті роки) вдалося у вересні 1973 р. влаштуватися там на роботу.

## Науково-педагогічна та громадська діяльність
Перша наукова праця Горбачука була надрукована у фаховому журналі «Українська мова в школі» в 1956 р. З того часу за станом на 2012 р. опубліковано в журналах та збірниках 130 наукових та науково-популярних статей. Перша книжка — посібник для вчителів середніх шкіл «Склад і типи простого речення» з'явилася у видавництві «Радянська школа» в 1959 році.
За досягнення в науковій та педагогічній роботі ухвалою Вищої атестаційної комісії СРСР В. Т. Горбачук у 1964 р. затверджений в ученому званні доцента, а в 1990 р. ухвалою Державного комітету СРСР по народній освіті йому присвоєно вчене звання професора. Член Національної спілки журналістів України.
З 1984 по 1988 р. р. В. Т. Горбачук був завідувачем кафедри української мови і літератури, з 1994 до 2003 — декан філологічного факультету Слов'янського держпедуніверситету. У роки незалежності організував при факультеті науково-дослідницьку групу «Південна Слобожанщина», «Бібліотеку української зарубіжної літератури», заснував альманах «Євшан», який став трибуною для обдарованої молоді, встановив зв'язки з українською діаспорою, яка надавала допомогу факультетові та студентам-відмінникам. Брав активну участь у роботі Донецького обласного Товариства української мови ім. Т. Шевченка, за що нагороджений головою товариства проф. В. С. Білецьким «Золотою грамотою», і Товариства репресованих, отримав подяку від Голови Всеукраїнського братства ОУН — УПА (1995). Горбачук — відмінник народної освіти, член Спілки журналістів України, автор понад півтори сотні статей у газетах і журналах на громадсько-політичні теми, зокрема про становище українців на Берестейщині, про повстанський рух.
Але найбільшою своєю заслугою В. Т. Горбачук вважає досягнення в підготовці вчителів української мови і літератури для шкіл Донеччини. Отримавши на початку 80-х років від В. В. Оліфіренка, тоді працівника Інституту підвищення кваліфікації вчителів, конкретні дані про катастрофічний стан з викладанням цих предметів у Донецькій області, В. Т. Горбачук, порушив перед МО УРСР клопотання про відкриття додаткової філологічної спеціалізації на факультеті підготовки вчителів початкових класів. Такий дозвіл було отримано в 1988 р. У 1993 р. в Слов'янському педінституті відбувся перший випуск фахівців зі спеціальності учитель початкових класів та української мови і літератури в середній школі. А вже в 1994 р., при підтримці впливової тоді Катерини Костянтинівни Колоянової, Міністерство освіти надало дозвіл на відкриття в СДПУ окремого філологічного факультету. В. Т. Горбачуку, який і очолив цю структуру, для її розбудови в умовах відсутності спочатку матеріально-навчальної бази та кадрового забезпечення довелось докласти немало зусиль. Під його керівництвом при кафедрі української мови з 1992 р. була відкрита аспірантура для підготовки фахівців найвищої кваліфікації. До 2012 р. захистили кандидатські дисертації 15 випускників цієї аспірантури. При філфаці діє й магістратура (стаціонар і заочне відділення).
Факультет швидко розростався, відкривались нові відділи (російський, іноземної філології). У 2002—2003 навчальному році тут одержували знання (на стаціонарі та заочному відділенні) понад 2000 студентів. На кафедрі української мови і літератури зараз працює 28 кандидатів наук.
Активно працював на ниві громадської роботи. Сприяв національно-культурному і релігійному відродженню. У 1991 році увійшов до ініціативної групи по створенню парафії Української автокефальної православної церкви. До Слов'янська неодноразово приїздив Архієпископ УАПЦ Ігор (Ісіченко), який здійснював богослужіння і зустрічався з громадськістю. Громада УАПЦ існує в місті й нині. Першим настоятелем церкви Андрія Первозванного був ієромонах о. Валентин (Кольченко).
За сприяння Горбачука В. Т. у СДПУ у 1995—1996 рр. працював професор філології з США Віталій Кейс, лекції якого вражали студентів своєю науковістю.
Часто друкувався у місцевій пресі (газети «Вісті», «Злагода», «Совет»), мав виступи на місцевих телеканалах ТВ-32, СТВ.